# Kirschberg und Handkante
Koordinaten: 51° 27′ 13″ N, 11° 21′ 25″ O
Der Kirschberg und Handkante ist ein Naturschutzgebiet in den Städten Sangerhausen und Allstedt im Landkreis Mansfeld-Südharz in Sachsen-Anhalt.
Das Naturschutzgebiet mit dem Kennzeichen NSG 0176 ist rund 37 Hektar groß. Es steht seit 1998 unter Schutz (Datum der Verordnung: 25. März 1998). Zuständige untere Naturschutzbehörde ist der Landkreis Mansfeld-Südharz.
Das aus zwei Teilbereichen bestehende Naturschutzgebiet – dem Kirschberg in Sangerhausen und der Handkante in Allstedt – liegt südöstlich von Sangerhausen. Es stellt Teile eines schmalen Talraums mit den angrenzenden steilen Hängen unter Schutz. Durch den Talraum des Teilbereiches „Kirschberg“ und den südlichen Teil des Teilbereiches „Handkante“ verläuft der Bach (teilweise auch als Einzinger Bach bezeichnet), dessen Quellmulde sich auch dort befindet.
Die steilen Hänge konnten lediglich extensiv genutzt werden und dienten in der Vergangenheit als Schafweide und als Streuobstwiesen. Heute dominieren Furchenschwingel-Fiederzwenken-Halbtrockenrasen, u. a. mit Stängelloser Kratzdistel, Großem Schillergras, Frühlings-Adonisröschen, Fransenenzian, Kartäusernelke und Wiesenschlüsselblume. Die Wiesenschlüsselblume ist in großer Zahl zu finden. Auf den Oberhangkanten gibt es kleinflächig Vorkommen von Mädesüß-Wiesenhafer-Gesellschaften mit Besenheide. Die Streuobstbestände weisen einen hohen Anteil an Totholz auf.
Im Bereich der Quellmulde des Bachs als nasser, anmooriger Bereich dominiert Schilf auf einer Engelwurz-Kohldistel-Wiese. Bachbegleitend sind Erlen und Eschen sowie Kopfweiden zu finden.
Das Naturschutzgebiet ist Lebensraum verschiedener Vogelarten, darunter Rotmilan, Mäusebussard, Steinkauz, Kleinspecht, Ringeltaube, Wendehals, Neuntöter, Nachtigall, Gartengrasmücke und Feldschwirl. Weiterhin sind die artenreichen Wiesen im Naturschutzgebiet Lebensraum zahlreicher Insekten, darunter Schmetterlinge wie Großer Fuchs und Gemeiner Scheckenfalter und Heuschrecken wie der Kleine Heidegrashüpfer. Die Schilfbereiche bieten Zwergspitzmaus und Zwergmaus Lebensraum. Ferner ist das Naturschutzgebiet Rückzugsgebiet für Feldhase und Dachs.
Das Naturschutzgebiet ist größtenteils von landwirtschaftlichen Nutzflächen umgeben. Der Teilbereich „Handkante“ grenzt im Norden an einen Feldweg westlich von Othal und im Süden an den Ort Einzingen, der Teilbereich „Kirschberg“ grenzt im Süden an die 332 Meter lange Talbrücke Einzinger Bach der Bundesautobahn 38. Mit dem etwas westlich liegenden Naturschutzgebiet „Hopptal“ stellt es ein Biotopverbund in einer ansonsten ausgeräumten Agrarlandschaft dar.